# Wirtschaft+Markt
Wirtschaft+Markt ist das älteste und einzige ostdeutsche Unternehmermagazin, das überregional verbreitet wird. Der Nachfolger der 1990 gegründeten Zeitschrift Wirtschaft & Markt wird seit 2013 von der W+M Wirtschaft und Markt GmbH herausgegeben. Das Magazin feierte 2020 sein 30-jähriges Bestehen.
Die Zeitung Die Zeit bewertete Wirtschaft+Markt als das „einzige ostdeutsche Wirtschaftsmagazin von Format“.
Wirtschaft+Markt ist Partner der Interessengemeinschaft der Unternehmerverbände Ostdeutschlands und Berlin und Begründer des Ostdeutschen Wirtschaftsforums, das jährlich in Bad Saarow stattfindet.
Das unabhängige Magazin versteht sich als Interessenvertreter der kleinen und mittleren Unternehmen in den Ländern Sachsen, Sachsen-Anhalt, Thüringen, Mecklenburg-Vorpommern und der Hauptstadtregion Berlin-Brandenburg gegenüber der Politik und als Ratgeber für diese Unternehmen. Themen sind u. a. Energie-, Gesundheits- und Automobilwirtschaft, Existenzgründungen, Fachkräftenachwuchs, Weltmarktführer, Hidden Champions, die Verbindung von Produktion und Wissenschaft sowie Steuern, Recht, Geld und Immobilien.